# Insieme mai denso
In topologia, un insieme mai denso è un sottoinsieme di uno spazio topologico tale che la parte interna della sua chiusura è vuota. Per esempio,  l'insieme dei numeri interi è un sottoinsieme mai denso della retta reale R.
L'ordine delle operazioni è molto importante. Per esempio, l'insieme dei numeri razionali, visto come sottoinsieme di R, ammette interno vuoto e, quindi, la chiusura dell'interno è vuoto ma è tutt'altro che mai denso; infatti è denso in R, l'esatto opposto di un insieme mai denso.
Si noti inoltre come la proprietà dipenda dallo spazio circostante: un insieme  A può essere mai denso se visto come sottospazio topologico di X, ma non se considerato come sottospazio topologico di Y.
Ogni sottoinsieme di un insieme mai denso è mai denso, e l'unione di una famiglia finita di insiemi mai densi è mai denso. In altri termini, gli insiemi mai densi costituiscono, fornendo una opportuna nozione di insieme trascurabile,  un ideale di insiemi. L'unione numerabile di insiemi mai densi, non è, in generale, mai densa (in altri termini, gli insiemi mai densi non costituiscono, in generale, un sigma-ideale). Tale unione è invece nota come insieme di prima categoria, concetto sul quale è costruito il teorema della categoria di Baire.

## Insiemi mai densi di misura positiva
Un insieme mai denso non è necessariamente trascurabile in tutti i sensi. Per esempio, se X è l'intervallo unitario [0,1], esiste un insieme denso avente misura di Lebesgue nulla (per esempio, l'insieme dei numeri razionali), ma esiste altresì un insieme mai denso di misura positiva.
Un esempio (una variante dell'insieme di Cantor), lo si ottiene rimuovendo da [0,1] tutte le frazioni del tipo a/2n, espresse in termini minimi per ogni intero positivo a e n, e gli intervalli ad esse circostanti [a/2n − 1/22n+1, a/2n + 1/22n+1]; poiché, per ogni n, ciò elimina intervalli che assommano, al massimo, a 1/2n+1, la rimozione di tutti gli intervalli di questo tipo genera un insieme mai denso di misura non inferiore a 1/2, e perciò rappresenta la maggior parte dell'insieme di riferimento [0,1].
Generalizzando tale procedimento, si possono costruire, nell'intervallo unitario, insiemi mai densi di qualsiasi misura inferiore a 1.